# Fronton, Texas
Fronton là một nơi ấn định cho điều tra dân số (CDP) thuộc quận Starr, tiểu bang Texas, Hoa Kỳ. Năm 2010, dân số của nơi này là 180 người.

## Dân số
- Dân số năm 2000: 599 người.
- Dân số năm 2010: 180 người.